# Trimeresurus
Trimeresurus je rod jedovatých hadů z čeledi zmijovitých a podčeledi chřestýšovitých. Jeho zástupci v jižní a jihovýchodní Asii, na území Číny a na některých pacifických ostrovech. Česky se rod Trimeresurus označuje spolu s rodem Tropidolaemus jako chřestýšovec. V současnosti je známo 35 druhů.

## Popis
Zástupci rodu Trimeresurus jsou primárně arboreální hadi, což znamená, že tráví většinu života na stromech. Mají chápavý ocas, který mohou obtočit kolem větví. Typickým znakem je pro ně zelené zbarvení, nicméně někteří mají i černé, žluté, červené nebo oranžové vzory.

## Reprodukce
Jako většina chřestýšovitých, i chřestýšovci rodu Trimeresurus rodí především živá mláďata, jsou většinou vejcoživorodí. Jsou však známy tři druhy, jež kladou vejce, což je mezi těmito hady velmi výjimečné.

## Jed
Všechny druhy mají jed dost silný na zabití dospělého člověka. U mnoha druhů je jed hemotoxický, způsobuje tedy rozklad tkáně. Některé mohou být potenciálně více nebezpečné, jiné méně. Druh Trimeresurus mangshanensis je dokonce jediným zmijovitým hadem, který dokáže v sebeobraně „plivat“ jed (ačkoliv je jeho zařazení sporné, Orlov jej v publikaci z roku 2009 řadí k rodu Protobothrops).